# Калинівка (Городищенська міська громада)
Кали́нівка (МФА: [kɐˈɫɪɲiu̯kɐ] ( прослухати)) — село в Україні, у Черкаському районі Черкаської області, у складі Городищенської міської громади. Населення — 625 чоловік.
Село розташоване за 22 км на північний схід від центру громади — міста Городище та за 6 км на схід від залізничної станції Цвіткове. Межує з селами Орловець, Ксаверове, станцією Цвіткове та селом Носачів. Селом тече річка Сріблянка.

## Історія
Населений пункт утворено наприкінці XV — на початку XVI століття. Виникла назва села від заростів кущів калини, що були на берегах річки. Лаврентій Похилевич у книзі «Сказання про населені місцевості Київської губернії» 1864 році писав:

«Калиновка, село при истоках ручья Среблянки, в 5-ти верстах на юг от Орловца, окружено дубовыми рощами, у которых есть и калина. Жителей обоего пола 1 094. По преданию, первые поселенцы села пришли из Полесья.

Церковь Николаевская, деревянная, 5-го класса, неизвестно когда построена, но после 1746 года, потому что в списке церквей сего года еще не состояла».

Село спочатку належало графам Потоцьким, а на початку XIX століття перейшло у володіння поміщика Митрофана Антоновича Цвіткова. В 1906 році в селі відбувся збройний виступ селян проти поміщика, який був придушений.
В роки Другої світової війни 252 жителі воювали на фронтах на боці СРСР, з них 184 загинули, 97 нагороджено бойовими орденами і медалями цієї держави. На їх честь в селі споруджено обеліск Слави.
В післявоєнні роки в селі працював колгосп «Жовтень», що обробляв 2835 га землі, у тому числі 2110 га орної. Колгосп вирощував зернові і технічні культури, було розвинуте м'ясо-молочне тваринництво.
Станом на 1972 рік в селі мешкало 1509 чоловік, працювала середня школа, у якій навчалось 212 учнів, дві бібліотеки з фондом 7,6 тисяч книг, клуб на 300 місць, пологовий будинок, два медпункти.
Село постраждало внаслідок геноциду українського народу, проведеного окупаційним урядом СРСР 1923—1933 та 1946–1947 роках.

## Сучасність
На території села діє навчально-виховний комплекс, дошкільний заклад, функціонують сільський центр культури та дозвілля, а також фельдшерсько-акушерський пункт. Орні землі розпайовані та передані в оренду приватним підприємцям і товариствам. Восени 2012 року до села був змонтований підвідний газопровід, який дозволив селу використовувати природний газ для опалення.

## Відомі люди
У поселенні народились:
- Абашкіна Нелля Володимирівна (1938—2009) — український педагог.
- Бандурка Олександр Маркович (* 1937) — український правоохоронець, генерал-полковник міліції, ректор Харківського національного університету внутрішніх справ, академік, доктор наук та народний депутат України чотирьох скликань.